# Marken er mejet
"Marken er mejet" er en dansk høstsang. Mads Hansen omarbejdede teksten efter Adolph von der Recke.
Melodien er en folkemelodi.

## Tekst
Teksten i dens mest udbredte version har to strofer med hver syv verselinjer, hvor rimmønstret går efter skemaet AbAbccc. De sidste tre verselinjer skal gentages.
Adolph von der Reckes originale tekst bærer titlen I Høsten og har tre strofer. Første strofe lyder:
Marken er meiet og Høet er høstet,

Kornet staaer i Laderne og Høet staaer i Hæs.

See Frugten er plukket og Træet er rystet,

Og nu gaaer det hjemad med det allersidste Læs.

Riv saa Marken let!

Riv den ei for tæt!

Fuglen og den Fattige skal ogsaa være mæt.
Den omarbejdede første strofe følger den originale strofe tæt. Udover ændringer i enkeltord er næstsidste verselinjer ændret til
det er gammel ret
De tre sidste verselinjer har en parallel i Tredje Mosebog, hvor versene 9 og 10 i kapitel 19 skriver:
"Når I høster eders Lands Høst, må du ikke høste helt hen til Kanten af din Mark, ej heller må du sanke Efterslætten efter din Høst. Heller ikke må du bolde Efterhøst eller sanke de nedfaldne Bær i din Vingård; til den fattige og den fremmede skal du lade det blive tilbage. Jeg er Herren eders Gud!"
Georg Metz karakteriserede Marken er mejet som "en glad sang om høsten, der dog antyder fortvivlende sociale forhold, hvor fattigfolk fortsat er afhængige af at høstfolkene ikke river for nidkært i stubmarken."

## Musik
Folkemelodien er forholdsvis simpelt repeterende efter mønstret ABAB CBCB.
Det rytmiske mønster på takt-basis er AAABCCCD BEBECCCD.
Den vanlige harmonisering kan holdes indenfor tonika-, dominant- og subdominant-akkorderne.
I det tilfælde holder samtlige melodiens toner sig indenfor akkordernes toner.
Toneomfanget er en decim fra grundtonen til tertsen over oktaven.
På Internettet finder man det angivet at "melodien er vistnok skrevet af en jysk soldat", uden det dog er nærmere angivet hvor den information stammer fra.
Folkemusikere noterer melodien i g-dur og med 80 halvnodetaktslag i minuttet,
men til sang ser man melodien noteret i C-dur. Da det kræver at sangeren når op på et e, har nogle sangbøger transponeret sangen ned til bes-dur.

## Versioner og vurderinger
Carl Nielsen har arrangeret en version der indgår i Melodier til Sangbogen Danmark.
Reckes 3-versede tekst har været udgivet som en skillingsvise under titlen I Høsten i et tryk hvor Julius Strandbergs Pepita de Oliva var a-vise.
Musik og tekst af den 2-strofede version er at finde i en række populære sangbøgen: Folkehøjskolens Melodibog, 555 sange og Edition Wilhelm Hansens Sangbogen.
Udgaven fra 1993 af Folkehøjskolens Melodibog henviser i de bibliografiske noter til sangen som folkemelodi, til A.P. Berggreens værk Folkesange og melodier fra 1869 og til Folkehøjskolens Melodibogs udgave fra 1927.
Melodien indgik diegetisk i en scene i tv-serien 1864 fra 2014.
Melodien blev også benyttet i en sketch i det danske tv-satire-program Hov-hov i 1970.
Her var det Johannes Møllehave der lavede en satire over hippiers dyrkning af hamp og hvor de første linjer lød: "Marken er mejet og hampen er høstet, / cannabis i piben gir en mild og venlig røg."
"Marken er mejet" var i 2005 en blandt 20 danske sange som Modersmål-Selskabet foreslog til en skolekanon for danske sange og salmer.
Tekstfragmentet "Fuglen og de fattige" gav i 2001 dansk navn til Agnès Vardas politiske dokumentarfilm Les glaneurs et la glaneuse.
Den danske sopran Elisabeth Meyer-Topsøe udgav i 2003 et album med 31 danske folkelige sange, hvor albummet bar titlen Marken er meget.
Melodien er genbrugt i børnesangen "Oppe i Norge".